# 楠木四郎
楠木 四郎（くすのき しろう、生没年不詳）は、鎌倉時代の武士、御家人。一説に楠木正成で著名な河内楠木氏の遠祖。

## 生涯
『吾妻鏡』建久元年（1190年）11月7日条に、同日、入京した源頼朝の後陣随兵全46番のうちの第42番の三人組の一人として見える。同僚は忍三郎と忍五郎。
14世紀の後醍醐天皇配下の武将楠木正成は橘正成を自称・公称したため、軍記物『太平記』のみならず、洞院公定『尊卑分脈』第11巻所収『橘氏系図』といった半公的な書でも楠木氏は橘氏後裔の河内国（現在の大阪府東部）土着の豪族であると伝えられてきた。そのため、楠木正成と楠木四郎の繋がりは長らく不明とされていた。近年になって楠木氏北条氏被官説が有力視され、楠木四郎の本貫（苗字発祥の根拠地）は駿河国入江荘楠木（現在の静岡県静岡市清水区楠）だったと思われていたが、今井正之助の研究によって楠木氏と駿河国や北条氏などとの関係が否定されたため、この部分はやはり不明と言わざるを得ない。
なお、軍記物『承久軍物語』第4巻には承久3年（1221年）の承久の乱で「ならの橘四郎」という北条時房配下の勇士が6月14日の戦いに登場し、この人物は史実における『吾妻鏡』嘉禄2年（1226年）7月1日条にある橘右馬允公高（承久3年6月時房の軍に加わった勲功により勤賞を賜る）に比定される。
藤田精一は、かなり大胆な推測であると断りつつも、楠木四郎＝奈良四郎（本姓讃岐橘氏）＝橘公高で、しかも橘公高は橘公長の四男なのではないか、という仮説を立てている。しかし、これは楠木氏＝橘氏後裔という前提に立つもので、正成より前の楠木氏が橘氏を名乗ったという証拠がまだ発見されていないため、真偽不明である。